# خمیده‌نوک جنوبی
خمیده‌نوک جنوبی (نام علمی: Oncostoma olivaceum) نام یک گونه از سرده خمیده‌نوک است.